# 画水镇
画水镇是中华人民共和国浙江省金华市东阳市下辖的一个镇。

## 行政区划
画水镇下辖以下村级行政区划单位：
紫薇村、林村、西山村、黄田畈村、画南村、月峰村、吴宅村、陆秀村、陆宅村、四和村、王凡村、许宅村、洪塘村、画溪村、莪溪村、联丰村、明焕村和画塔村。